# Bill Fitch
Pour les articles homonymes, voir Fitch.
William Charles Fitch, dit Bill Fitch, né le 19 mai 1932 à Davenport (Iowa) et mort le 2 février 2022 à Lake Conroe (Texas),, est un entraîneur formateur américain de NBA qui a du succès dans la construction d'équipes qu'il mène en playoffs.

## Biographie
Avant d'intégrer les rangs professionnels, il entraîna en NCAA à l'université du Minnesota, à l'université d'État de Bowling Green, à l'université du Dakota du Nord et à Coe College (en). Les équipes de Fitch se sont qualifiées à deux reprises pour le tournoi NCAA.
Fitch était un formateur et instructeur au U.S. Marine Corps, un fait que Larry Bird relate dans son livre Drive: The Story of My Life comme une des raisons de sa forte éthique de travail. 
Durant ses 25 années de coaching professionnel, Fitch fut surtout engagé dans le but de faire progresser des équipes en échec. Ainsi, en 2004, Fitch était classé au cinquième rang des entraîneurs en nombre de victoires (944) dans l'histoire NBA, mais également au second rang au nombre de défaites (1 106) derrière Lenny Wilkens. Il fut couronné comme entraîneur NBA de l'année à deux reprises et il mena Larry Bird, Kevin McHale, Robert Parish et le reste des Celtics de Boston au titre NBA lors des Finales NBA 1981, défaisant les Rockets de Houston 4 victoires à 2. Quittant Boston, Fitch devint entraîneur des Rockets où il mena une équipe composée de Hakeem Olajuwon et Ralph Sampson aux Finales NBA 1986 où ils furent battus par les Celtics de Bird, 4 victoires à 2.
Fitch entraîna également les Cavaliers de Cleveland, les Nets du New Jersey et les Clippers de Los Angeles. Lors de sa première saison avec les Cavaliers, l'équipe perdit ses 15 premières rencontres. Durant cette série de défaites, un membre du personnel de sécurité lui refusa l'accès à la salle car Fitch n'avait pas son accréditation. Il répondit au garde : « Qui voudrait admettre entraîner cette équipe ? » et il fut autorisé à entrer dans la salle.

## Palmarès
- Désigné entraineur de l'année en 1976 avec les Cavaliers de Cleveland et en 1980 avec les Celtics de Boston
- Champion NBA en 1981 avec les Celtics de Boston